# Anthogonium gracile
Anthogonium es un género de orquídeas (familia Orchidaceae) de hábitos terrestres, que comprende a una única especie (Anthogonium gracile) que se encuentra en la región de los Himalayas y en China.
Anthogonium gracile presenta pseudobulbos subterráneos, de unos 7 mm de diámetro. Tallos de 2 a 5 cm de longitud, con brácteas tubulares. Hojas de 15 a 25 cm de longitud, con 14 mm de anchura, nervios 5, distintivos. 
Inflorescencia de 25 a 40 cm de longitud, más cortas o más largas que las hojas. Flores pálidas a rosa intenso, de unos 2 cm de longitud, con brácteas de 3 mm de largo, acuminadas. Ovario pedicelado de 1.3 cm de largo, alargado. Sépalos soldados  formando un tubo largo y alargado, casi dos veces más largos los extremos libres. Sépalos dorsales, oblongos, obtusos, y erectos, de unos 7 mm de longitud. Los sépalos laterales anchos, vueltos. Los pétalos blanco rosados, agarrados, lineares, falcados, con unos 1.5 cm de longitud, y unos 1.2 cm de anchura, abrazando la columna. 
Florecen de agosto a septiembre.

## Taxonomía
Anthogonium gracile fue descrita por Wall. ex Lindl. y publicado en The Genera and Species of Orchidaceous Plants 426. 1840.
Sinonimia
- Anthogonium griffithii Rchb.f. (1854).
- Anthogonium corydaloides Schltr. (1919).[3][4]